# Kwangko
Kwangko is een bestuurslaag in het regentschap Dompu van de provincie West-Nusa Tenggara, Indonesië. Kwangko telt 1954 inwoners (volkstelling 2010).